# Ophion pseudocostatus
Ophion pseudocostatus är en stekelart som beskrevs av Meyer 1935. Ophion pseudocostatus ingår i släktet Ophion och familjen brokparasitsteklar. Inga underarter finns listade i Catalogue of Life.